# شب زفاف

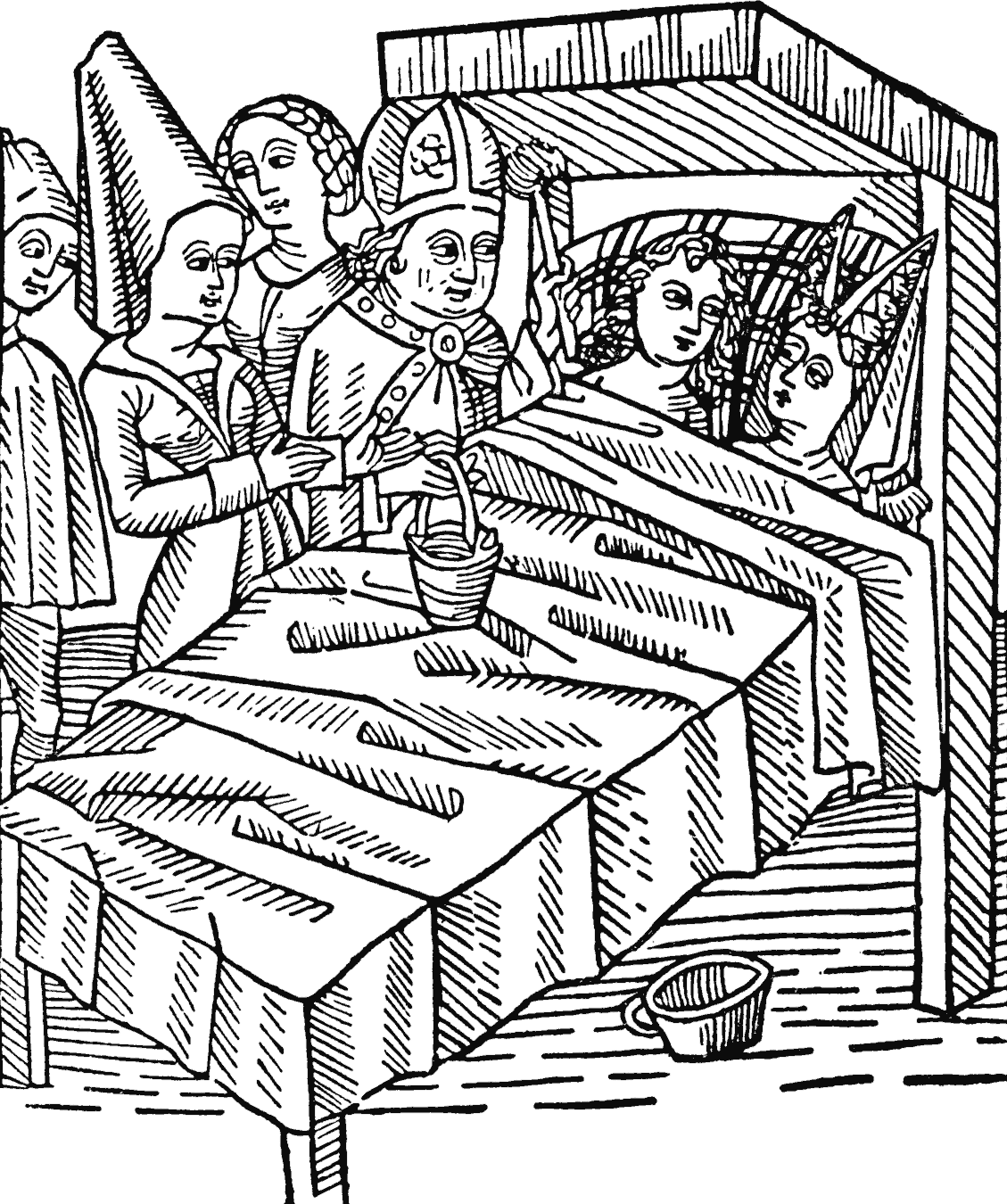
کنده‌کاری روی چوب مربوط به قرن ۱۵ میلادی از آلمان، که مراسم شب زفاف را با تبریک اسقف در بستر عروس و داماد (Reymont و Melusina) نشان می‌دهد.

شب زَِفاف اصطلاحی است که یا به اولین شب پس از ازدواج، (به‌ویژه در صورتی‌که آن شب، عروس و داماد با یکدیگر هم‌بستر شوند) یا نخستین تجربهٔ آمیزش جنسی  گفته می‌شود.
به سرانجام رساندن ازدواج، یا زفاف، اولین عمل نزدیکی جنسی است که پس از ازدواج به طور رسمی ثبت می‌شود. در بسیاری از سنت‌ها و قوانین مدنی یا مذهبی، این تعریف معمولاً به نفوذ آلت مردانه به واژن اشاره دارد، و برخی از آموزه‌های مذهبی شرط اضافی منع پیشگیری از بارداری را نیز دارند. در این مفهوم، «ازدواج تنها در صورتی به سرانجام رسیده است که عمل زناشویی انجام شده، منی را در مهبل قرار دهد.»
اهمیت مذهبی، فرهنگی یا قانونی وصال ممکن است ناشی از نظریه‌های ازدواج به عنوان داشتن هدف تولید فرزندان قانونی شناخته شده از هر دو شریک زندگی، یا تأیید اعمال جنسی آنها با یکدیگر، یا هر دو باشد، و عدم وجود آن ممکن است به منزله ناقص دانستن مراسم ازدواج در تکمیل وضعیت تأهل، یا ایجاد ازدواجی باشد که ممکن است بعداً مردود شود. بنابراین، در برخی از نظام‌های حقوقی، اگر ازدواج به سرانجام نرسیده باشد، ممکن است فسخ شود. وصال همچنین در مورد ازدواج کامن لا نیز مرتبط است. اهمیت تاریخی وصال منجر به توسعه ازدواج بدون وصال مختلف شده است.
علاوه بر این کاربردهای رسمی و تحت‌اللفظی، این اصطلاح در کاربردهای غیررسمی و کمتر دقیق نیز برای اشاره به یک نقطه عطف جنسی در روابط با شدت و مدت زمان متفاوت وجود دارد.

## پیرامون واژه
واژهٔ «زفاف» در عربی به معنای هدیه دادن است. اصطلاحاً شب زفاف به شبی می‌گویند که عروس را به خانهٔ شوهر می‌برند. لغتنامهٔ دهخدا در سرواژهٔ «زفاف» چنین آورده‌است: 

عروس به خانهٔ شوهر فرستادن. (تاج المصادر بیهقی) (دهار). فرستادن عروس به خانهٔ شوهر و عروس و داماد را همبستر کردن. (غیاث اللغات) (آنندراج). زف. (منتهی الارب) (ناظم الاطباء) (اقرب الموارد). عروس را به خانهٔ شوهر فرستادن. (فرهنگ فارسی معین)
در عربی آن را «لیلةالزفاف» می‌خوانند و در انگلیسی "Wedlock" برابر این واژه می‌باشد. شکل انگلیسی این واژه به قرن ۱۳ میلادی باز می‌گردد، که در انگلیسی میانه به شکل wedlok و در انگلیسی قدیم به شکل wedlāc بوده‌است.

منظور از «جشن زفاف» همان جشن عروسی است، چنان‌که در لغتنامهٔ دهخدا در سرواژهٔ «جشن زفاف» آمده‌است:

جشن عروسی. جشن زناشوئی. جشن ازدواج. جشنی که برای زفاف و زناشویی بر پا می‌کنند. جشنی که در شب عروسی بر پا می‌کنند. مجلس سور و شادمانی که برای زناشویی ترتیب می‌دهند.
 «عقد زفاف» نیز واژهٔ دیگری از مشتقات زفاف است که به معنای «نکاح» می‌باشد. زفاف همچنین در معنی «درخشیدن» نیز آمده‌است.

## آداب شب زفاف

### آسیا

#### در ایران
بعد از رفتن میهمان‌ها و خلوت‌شدن خانهٔ عروس، پدر داماد که مَحرمِ عروس است دست داماد را می‌گیرد و به حجله می‌برد و عروس و داماد را دست‌به‌دست هم می‌دهد و با مبارک باد گفتن از در بیرون می‌رود. با ورود عروس و داماد به اتاق حجله، شب زفاف رسماً آغاز می‌شود. از قرن سیزدهم و تا پنجاه‌سال گذشته در تهران و بسیاری از شهرهای ایران، رسم بر این بود که عروس و داماد تا سه روز، در اتاق تنها باشند و فقط برای حوائج ضروری از اتاق خارج شوند. رفع پرده بکارت عروس توسط داماد در این شب اتفاق می‌افتاد. در گذشته اگر داماد نمی‌توانست در این شب موفق به رفع پرده بکارت دختر شود، اقوام عروس و حتی خود داماد، اصطلاحاً او را پشت درمانده می‌خواندند و سرزنشش می‌کردند. در شکل سنتی این رسم، یکی از کسان عروس، موظف بود در شب زفاف نزدیک حجله بماند و پس از نزدیکی مدرک بکارت که دستمالی خونی بود را جمع‌آوری و به برخی زنان، همچون مادر داماد نشان دهد.
به‌طور کلی پزشکان توصیه می‌کنند در هفته‌های اول ازدواج برای آمیزش جنسی پافشاری نشود، مگر آن‌که ابراز تمایل عروس وجود داشته باشد. به‌ویژه در شب اول ازدواج که هر دو خسته و پر استرس هستند اجباری به این کار نیست. همچنین توصیه می‌شود کسی پشت در اتاق عروس و داماد نرود.

### آفریقا

#### زنگبار
در شرق آفریقا و در زنگبار پس از آن شکل گیری توافق بین خانواده ها و در حالی که دختر جوان برای ورود به مرحله جدیدی از زندگی خود آماده می شود، نزد یکی از زنان سالخورده رهنمودها و آموزش های لازم برای زندگی زناشویی را فرا می گیرد. تعالیم زن سالخورده بیشتر درباره نحوه ایجاد ارتباط مناسب بین زن و شوهر جوان، انجام وظایف خانه داری و برقراری مناسبات دوستانه با خانواده شوهر است. پس از آن مراسم آماده سازی موسوم به «اونیاگو» همراه با موسیقی محلی برای ورود عروس به دوره زناشویی انجام می شود. این مراسم نوعی تطهیر روحی و جسمی یک روزه به شمار می رود. زن سالخوره پس از اغاز مراسم اونیاگو، حصیری را روی زمین پهن کرده و مخلوطی از روغن نارگیل، آب و چوب صندل را با هدف پاکیزه و منزه ساختن زن جوان بر بدن او می مالد. در زمان برگزاری این مراسم، مردان اجازه ندارند با زن جوان ملاقات یا گفتگو کنند. طی این مدت طرح هایی زیبا و تزیینی با استفاده از رنگ حنا بر روی بدن زن نقاشی می شود. سپس عطرهای خوشبو برگرفته از گل های استوایی و ادویه جات بر بدن عروس مالیده می شود. در روز ازدواج جشن بزرگی برپا می شود و پس از اجرای برخی رقص های محلی و سرایش اشعار محلی، داماد و بستگان او با آرزوی رحمت و برکت الهی در مسجد نزدیک محل زندگی خویش حضور یافته و به دعا و نیایش می پردازند. پس از آن عروس و داماد راهی منزل خود می شوند. بستگان زوج جوان آنها را ترک می کنند در حالی که منتظر نشانه ای مبتنی بر باکرگی عروس هستند. پس از دریافت دستمال نشان دهنده باکره بودن زن جوان، اطرافیان نزدیک روانه منازل خود می شوند ولی جشن و پایکوبی به همراه رقص های محلی زنانه همچون «بنی»، «بومو» و «له له ماما» و شادمانی تا حدود یک هفته ادامه دارد.

## در ادب فارسی
در داستان‌های فلکلوریک هزار و یک شب، ملانصرالدین و حتی ادبیات معاصر فارسی، چون بوف کور، نوشتهٔ صادق هدایت نیز به این شب و مراسم آن اشاره شده است. شاعران و نویسندگان کلاسیک از جمله خاقانی، نظامی جلال‌الدین بلخی و عبید زاکانی هم به مناسبت‌های مختلف به شب زفاف اشاره کرده‌اند.
چند نمونه در زیر آورده شده است:
| «                                                   | گویند حبیب عجمی روز ترویه او را به بصره دیدندی و روز عرفه به عرفات آورده‌اند که عباس مهتدی زنی را به زنی کرد چون شب زفاف بود پشیمانی بر وی افتاد چون خواست که با وی نزدیکی کند زجری و نفرتی از آن زن بدو بازآمد از پیش وی برخاست و بیرون شد بعد از سه روز شوهری آمد آن زن را استاد | » |
| —ابوعلی عثمانی، برگردان رسالهٔ قشیریه، باب ۵۳ تا آخر | |   |

| «                                                  | نشسته بهر ولادت برین شکسته سفال شب زفاف امام زمانه خواجهٔ ماست | » |
| —کمال‌الدین اسماعیل، وله ایضاً یمدحه و یهنّیه بالزّفاف |                                                               |   |

| «                          | امشب شب زفاف مه برج و سروریست مخدوم بنده پرور و دستور کامگار | » |
| —دیوان اشعار خواجوی کرمانی |                                                              |   |

| «                 | اما در شب زفاف وی را خارشی در شرمگاهی پدیدار شد و همان شب صاحب آلت مردی شد. | » |
| —شیخ بهایی» کشکول |                                                                             |   |